# Equipaggiamento delle forze armate romene
Questi sono gli equipaggiamenti delle forze armate romene (in romeno Forțele Armate Române).

## Esercito
| Modello                                       | Immagine                      | Origine                       | Tipo                                    | Variante                                                           | Numeri                        | Note |
| Carri armati da combattimento                 | Carri armati da combattimento | Carri armati da combattimento | Carri armati da combattimento           | Carri armati da combattimento                                      | Carri armati da combattimento | Carri armati da combattimento |
| --------------------------------------------- | ----------------------------- | ----------------------------- | --------------------------------------- | ------------------------------------------------------------------ | ----------------------------- | --- |
| M1 Abrams                                     |                               | Stati Uniti                   | Carro armato da combattimento           | M1A2R                                                              | 0/54                          | La Romania acquisterà carri armati Abrams dagli Stati Unit. Scendendo nei dettagli, gli accordi prevedono l’acquisto di 54 Abrams modernizzati nella variante M1A2, oltre a 12 derivati. |
| TR-85                                         |                               | Romania                       | Carro armato da combattimento           | TR-85 TR-85M1 Bizon                                                | 103-226 54                    | |
| TR-580                                        |                               | Romania                       | Carro armato da combattimento           | TR-580                                                             | 9                             | Versione romena del T-55. |
| T-55                                          |                               | Unione Sovietica              | Carro armato da combattimento           | T-55AM T-55AM2                                                     | 120                           | |
| Mezzi blindati da fanteria                    |                               |                               |                                         |                                                                    |                               | |
| MLI-84                                        |                               | Romania                       | Veicolo da combattimento della fanteria | MLI-84 MLI-84M Jder                                                | 23-41 101                     | Licenza del BMP-1 con modifiche. MLI-84M è la versione moderna con cannone da 25 mm Oerlikon Contraves KBA e missili Spike.                                                              |
| Piranha V                                     |                               | Svizzera Romania              | Veicolo da combattimento della fanteria | 120 mm mortaio Posto di comando CBRN Ambulanza Veicolo di recupero | 141                           | Piranha V è prodotto in Romania grazie a un accordo di joint-venture tra la Fabbrica meccanica di Bucarest (UMB) e GDELS Romania.                                                        |
| Mezzi blindati                                |                               |                               |                                         |                                                                    |                               | |
| MLVM                                          |                               | Romania                       | Veicolo trasporto truppe                | MLVMMLVM MMLVM-ARABALAmbulanza                                     | 76                            | Per zone montuose. Classificato non armato per l'armamento leggero dall'ONU. Usato dalle unità vânători de munte.                                                                        |
| TAB B33 Zimbru                                |                               | Romania                       | Veicolo trasporto truppe                |                                                                    | 69                            | Licenza del BTR-80 con modifiche. |
| TAB-77                                        |                               | Romania                       | Veicolo trasporto truppe                | TAB-77MTAB-77ATAB-77A-PCOMATERA-77L                                | 155                           | Versione romena del BTR-70 con modifiche. |
| TAB-71                                        |                               | Romania                       | Veicolo trasporto truppe                | TAB-71MTAB-71ATAB-71ARTERA-71L                                     | 211                           | Licenza del BTR-60 con modifiche. Verrà sostituito dal TBT 8×8 APC, in sviluppo. |
| TABC-79                                       |                               | Romania                       | Veicolo trasporto truppe                | TAB-CTAB-79A-PCOMATAB-79AR                                         | 402                           | |
| Piranha III                                   |                               | Svizzera                      | Veicolo trasporto truppe                | Piranha IIIC                                                       | 43                            | Armato con kits della Plasan Sasa (Israele); |
| Assault Amphibious Vehicle                    |                               | Stati Uniti                   | Transportor blindat amfibiu             | AAVP-7A1AAVC-7A1AAVR-7A1                                           | 0/160/30/2                    | |
| Mezzi blindati Multi-Purpose                  |                               |                               |                                         |                                                                    |                               | |
| HMMWV                                         |                               | Stati Uniti                   | Veicolo corazzato multiruolo            | M1113M1114                                                         | 10022                         | Armato con M1114, usato dall' ISAF in Afghanistan. |
| URO VAMTAC                                    |                               | Spagna                        | Veicolo corazzato multiruolo            | S3S3-HDST5                                                         | 8220-                         | Forze speciali; variante S3-HD con armamento leggero. |
| Oshkosh JLTV                                  |                               | Stati Uniti                   | Veicolo corazzato multiruolo            | M1278A1 Heavy Gun Carrier                                          | 33/129                        | |
| Wolf Armoured Vehicle                         |                               | Israele                       | Veicolo corazzato multiruolo            |                                                                    | 3                             | Usato dalla Polizia Militare. |
| Stimpex Dracon                                |                               | Romania                       | Veicolo corazzato multiruolo            |                                                                    | -                             | |
| Panhard PVP                                   |                               | Francia                       | Veicolo corazzato multiruolo            |                                                                    | 16                            | |
| Cougar                                        |                               | Stati Uniti                   | Mine Resistant Ambush Protected Vehicle | Cougar HE                                                          | 4                             | Utilizzato dalle truppe EOD. |
| Mezzi del Genio                               |                               |                               |                                         |                                                                    |                               | |
| DMT-85M1                                      |                               | Romania                       | Veicolo corazzato del genio             |                                                                    | 5                             | Veicolo del genio basato sul TR-85M1 con nuova struttura fissa, gru da 6.5t e Pearson TWMP antimina. Cinque costruiti tra 2007 e 2009.                                                   |
| M1150 Assault Breacher Vehicle                |                               | Stati Uniti                   | Veicolo corazzato del genio             |                                                                    | 0/4                           | |
| TER TR-85                                     |                               | Romania                       | Veicolo corazzato da recupero           |                                                                    | -                             | Basato sul TR-85. Verrà sostituito dal veicolo basato sul TR-85M1, in sviluppo. |
| M88 Recovery Vehicle                          |                               | Stati Uniti                   | Veicolo corazzato da recupero           | M88A2 HERCULES                                                     | 0/4                           | |
| BPZ-2                                         |                               | Germania                      | Veicolo corazzato da recupero           |                                                                    | 3                             | Consegnato come offset per Gepard SPAAG da KMW |
| PMA                                           |                               | Germania Est                  | Veicolo gettaponte corazzato            | BLG-67M                                                            | 43                            | Usato dal Genio. |
| M1110 Joint Assault Bridge                    |                               | Stati Uniti                   | Veicolo gettaponte corazzato            |                                                                    | 0/4                           | |
| NX 7 B3                                       |                               | Francia                       | Scavatore di trincee                    |                                                                    | 10-15                         | Usato dal Genio. |
| MFRD                                          |                               | Francia                       | Veicolo per la contro-mobilità          |                                                                    | -                             | Usato dal Genio. |
| AMT 125                                       |                               | Romania                       | Autogrù                                 |                                                                    | 20+                           | Usato dal Genio. |
| Grove                                         |                               | Germania                      | Autogrù                                 | GMK3060GMK5150                                                     | -                             | |
| AMT 950                                       |                               | Romania                       | Gru                                     |                                                                    | 5                             | Usato dal Genio. |
| Autogreder                                    |                               | Romania                       | Motolivellatrice                        | AG-180                                                             | 30+                           | Usato dal Genio. |
| SŁ-34                                         |                               | Romania                       | Pala gommata                            |                                                                    | 6                             | Usato dal Genio. |
| Bulldozer                                     |                               | Romania                       | Bulldozer                               | S.1500L.S.                                                         | 10                            | Usato dal Genio. |
| Volkswagen Transporter                        |                               | Germania                      | Furgone                                 | SIBCRA                                                             | 35+                           | Campionamento Biologico, Chimico e Nucleare. |
| Mercedes-Benz Sprinter                        |                               | Germania                      | Furgone                                 |                                                                    | -                             | Utilizzato per i trasporti e le stazioni radio. |
| Citroën Jumper                                |                               | Francia                       | Furgone                                 |                                                                    | -                             | Utilizzato per MedEvac. |
| Robot per lo smaltimento di ordigni esplosivi |                               |                               |                                         |                                                                    |                               | |
| PIAP Gryf                                     |                               | Polonia                       | Robot militare                          |                                                                    | -                             | |
| Foster-Miller TALON                           |                               | Stati Uniti                   | Robot militare cingolato                |                                                                    | -                             | |
| CALIBER T5                                    |                               | Canada                        | Robot militare cingolato                |                                                                    | -                             | |
| Mezzi non blindati Multi-Purpose              |                               |                               |                                         |                                                                    |                               | |
| Dacia Duster                                  |                               | Romania                       | Four-wheel drive multi-purpose vehicle  |                                                                    | 886+                          | |
| Chevrolet LSSV Tahoe                          |                               | Stati Uniti                   | 4WD veicolo di comando                  |                                                                    | 13                            | Con radio della Harris Corporation. |
| Jeep Wrangler                                 |                               | Stati Uniti                   | 4WD Veicolo di comando                  |                                                                    | -                             | Equipaggiato con radio Harris 400W HF, VHF e microonde. |
| Technamm                                      |                               | Francia Giappone              | Veicolo utilitario leggero              | Jankel Fox di Masstech                                             | 5+                            | Toyota Land Cruiser modificato per l'uso da parte delle forze speciali. |
| Polaris ATV                                   |                               | Stati Uniti                   | All-terrain vehicle                     | RangerSportsman MV850                                              | 143+                          | Utilizzato da forze speciali e truppe. |
| Polaris DAGOR                                 |                               | Stati Uniti                   | All-terrain vehicle                     |                                                                    | 0/50                          | Da utilizzare da forze e truppe speciali. |
| Polaris MRZR                                  |                               | Stati Uniti                   | All-terrain vehicle                     | MRZR Diesel                                                        | -                             | Utilizzato da forze speciali e truppe. |
| Arctic Cat Prowler                            |                               | Stati Uniti                   | All-terrain vehicle                     | XT 1000                                                            | -                             | Utilizzato dalle unità Vânători de munte. |
| TGB ATV                                       |                               | Taiwan                        | All-terrain vehicle                     | Blade 1000 LT EPS                                                  | -                             | Utilizzato dalle unità Vânători de munte. |
| Autocarri                                     |                               |                               |                                         |                                                                    |                               | |
| Iveco                                         |                               | Italia Romania                | Autocarro                               | M170M250M320SM88M1250Trakker                                       | 1172                          | |
| DAC                                           |                               | Romania                       | Autocarro                               | 665T/G 6×6443T 4×4887R 8×811.154 4×415.240 6×616.230 4×4           | 500+                          | Il DAC 665T chassis è usato anche dal APR-40, mentre lo APRA-40 è basato sul DAC 15.215 DFAEG.                                                                                           |
| ROMAN                                         |                               | Romania                       | Autocarro                               | 16.310 FAEG22.310 DFAEG26.360 DFAEG26.410 DFAEG                    | 160+                          | Usato per LAROM, ATMOS 2000, come "Rocket Containers Transport and Load Vehicle", e altri usi terrestri.                                                                                 |
| FMTV                                          |                               | Stati Uniti                   | Autocarro                               | M1084A1P2M1089A1P2                                                 | 5410                          | Veicoli di supporto per gli HIMARS. |
| Oshkosh M1070                                 |                               | Stati Uniti                   | Autocarro                               | M1300                                                              | -                             | |
| HEMTT                                         |                               | Stati Uniti                   | Autocamion                              | M978A4M1120                                                        | -                             | |
| MAN                                           |                               | Germania                      | Autocarro                               | TGS 18.400                                                         | -                             | |

### Speciali
| Modello      | Immagine     | Tipo                       | Origine      | Numeri       | Note |              |
| Mezzi anfibi | Mezzi anfibi | Mezzi anfibi               | Mezzi anfibi | Mezzi anfibi | Mezzi anfibi                                                                                             | Mezzi anfibi |
| ------------ | ------------ | -------------------------- | ------------ | ------------ | --- | ------------ |
| DPM-4        |              | Posamine                   | Romania      | -            | Trainoato dal DAC 6×6. Usato dal Genio.                                                                  |              |
| BP-10        |              | Assault boat               | Romania      | -            | motore fuoribordo. Capacity: 10 soldiers                                                                 |              |
| Zodiac MK3   |              | Assault boat               | Francia      | -            | fuoribordo Evinrude Etec 50 hp.                                                                          |              |
| PR-71        |              | Ponte di barche            | Romania      | 100          | Usato dal Genio.                                                                                         |              |
| ST 140       |              | Utility armoured motorboat | Romania      | -            | 3.5 t, mitragliatrice 8–10 mm, motore 140 hp. Usato dal Genio per i pontoni; può trasportare 20 soldati. |              |
| MLC 240      |              | Self-propelled barge       | Romania      | 4            | Usato dal Genio.                                                                                         |              |
| MLC 300      |              | Ferryboat                  | Romania      | 4            | Usato dal Genio.                                                                                         |              |

### Artiglieria
| Modello         | Immagine | Calibro                                        | Origine          | Numeri | Note                                                                        |        |
| Mortai          | Mortai   | Mortai                                         | Mortai           | Mortai | Mortai                                                                      | Mortai |
| --------------- | -------- | ---------------------------------------------- | ---------------- | ------ | --------------------------------------------------------------------------- | ------ |
| M 1988          |          | 60mm                                           | Romania          | -      | Due versioni 2001: versione commando e versione estesa.                     |        |
| M 1977          |          | 82mm                                           | Romania          | 1 351  | Anche in calibro 81 mm.                                                     |        |
| M 1982          |          | 120mm                                          | Romania          | 315    |                                                                             |        |
| Obici           |          |                                                |                  |        |                                                                             |        |
| M82             |          | 76mm                                           | Romania          | 82     | Obice da montagna della vânători de munte. Baseto sul M48 della Jugoslavia. |        |
| M30             |          | 122mm                                          | Unione Sovietica | 202    |                                                                             |        |
| M81             |          | 152mm                                          | Romania          | 320    | Licenza del 152 mm howitzer D-20.                                           |        |
| M85             |          | 152mm                                          | Romania          | 116    | Variante del M81, con caratteristiche simili al 2A65 "Msta-B".              |        |
| Obici semoventi |          |                                                |                  |        |                                                                             |        |
| K9 Thunder      |          | 155mm                                          | Corea del Sud    | 0/54   | La variante rumena è chiamata K9 Tunet.                                     |        |
| Lanciarazzi     |          |                                                |                  |        |                                                                             |        |
| LAROM           |          | Lanciarazzi multiplo                           | Romania/ Israele | 54     | Basato sul APRA-40 Modello 1988 122C.                                       |        |
| APR 40          |          | Lanciarazzi multiplo                           | Romania          | 135    | Versione romena del BM-21 Grad; sviluppato dopo nel APRA-40.                |        |
| M142 HIMARS     |          | Lanciarazzi multiplo/Missile balistico tattico | Stati Uniti      | 36/54  | 54 lanciatori in ordine.                                                    |        |

### Anticarro
| Modello          | Immagine      | Tipo                             | Origine          | Numeri        | Note                                                         |               |
| Armi a traino    | Armi a traino | Armi a traino                    | Armi a traino    | Armi a traino | Armi a traino                                                | Armi a traino |
| ---------------- | ------------- | -------------------------------- | ---------------- | ------------- | ------------------------------------------------------------ | ------------- |
| M 1977           |               | 100mm cannone anticarro trainato | Romania          | 218           | Sistema di sparo diurno e notturno.                          |               |
| Mezzi anticarro  |               |                                  |                  |               |                                                              |               |
| 9P122 "Malyutka" |               | ATGM Launcher Vehicle            | Unione Sovietica | 90            | 12 9P122 Sagger B e 78 9P133 Sagger C                        |               |
| 9P148 "Konkurs"  |               | ATGM Launcher Vehicle            | Unione Sovietica | 48            | Può sparare missili 9K111 Fagot.                             |               |
| Armi in spalla   |               |                                  |                  |               |                                                              |               |
| AG-7             |               | Rocket propelled grenade         | Romania          | -             | Versione romena del RPG-7; arma anticarro standard.          |               |
| AG-9             |               | 73mm Cannone senza rinculo       | Romania          | -             | Versione romena del SPG-9.                                   |               |
| 9K111 Fagot      |               | Missile anticarro                | Unione Sovietica | -             |                                                              |               |
| M72A5 LAW        |               | Razzo anticarro                  | Norvegia         | 24            | Acquistato dalla Nammo Raufoss AS, Norvegia. Forze speciali. |               |
| Spike            |               | Missile a guida infrarossa       | Israele          | 3000          | Spike ER e Spike LR.                                         |               |

### Antiaereo
| Modello               | Immagine              | Tipo                                           | Origine               | Numeri                | Note                                                                                |
| Artiglieria antiaerea | Artiglieria antiaerea | Artiglieria antiaerea                          | Artiglieria antiaerea | Artiglieria antiaerea | Artiglieria antiaerea                                                               |
| --------------------- | --------------------- | ---------------------------------------------- | --------------------- | --------------------- | ----------------------------------------------------------------------------------- |
| ZU-2                  |                       | 2 x 14,5 mm anti-aircraft machine gun          | Romania               | 60                    | Anche in 4x14.5 mm: MR-4, uno ZPU-4, con carro due ruote.                           |
| M 1980/88             |                       | 2 x 30 mm anti-aircraft gun                    | Romania               | 300                   |                                                                                     |
| Oerlikon GDF-203      |                       | 2 x 35 mm anti-aircraft gun                    | Svizzera              | 72                    |                                                                                     |
| Gepard                |                       | Semovente antiaereo                            | Germania              | 36                    | Plus 7 vehicles for spare parts.                                                    |
| Missili antiaerei     |                       |                                                |                       |                       |                                                                                     |
| MIM-104 Patriot       |                       | Missile superficie-aria/Missile anti-balistico | Stati Uniti           | 0/3 batterie          | Dei 7 sistemi totali, 3 saranno destinati alle Forze terrestri.                     |
| 2K12 Kub              |                       | Missile superficie-aria                        | Unione Sovietica      | 32                    | 8 batterie                                                                          |
| 9K33 OSA              |                       | Missile superficie-aria                        | Unione Sovietica      | 16                    | 4 batterie 9K33M3 "OSA-AKM" type (16 9A33B TELAR e 8 9T217 transloader).            |
| CA-95                 |                       | Missile superficie-aria                        | Romania               | 48                    | Licenza 9K31 Strela-1 (NATO SA-9 "Gaskin") con veicolo TABC-79 al posto del BRDM-2. |
| CA-94                 |                       | MANPADS                                        | Romania               | 288                   | versione moderna CA-94M.                                                            |
| Chiron                |                       | MANPADS                                        | Corea del Sud         | 3/54 (lanciatori)     | In totale sono stati ordinati 54 lanciatori e 162 razzi.                            |

### Armi da fuoco
| Modello                        | Immagine | Calibro                      | Tipo                                           | Origine     | Note                                                                  |         |
| Pistole                        | Pistole  | Pistole                      | Pistole                                        | Pistole     | Pistole                                                               | Pistole |
| ------------------------------ | -------- | ---------------------------- | ---------------------------------------------- | ----------- | --------------------------------------------------------------------- | ------- |
| Pistol Md. 1995                |          | 9 × 19 mm Parabellum         | Pistola                                        | Romania     | Da non confondere con Carpati model 1995.                             |         |
| Pistol Md. 2000                |          | 9 × 19 mm                    | Pistola                                        | Romania     | Versione moderna pistola md. 1995.                                    |         |
| Glock 17                       |          | 9 × 19 mm                    | Pistola                                        | Austria     | Forze speciali.                                                       |         |
| Glock 19                       |          | 9 × 19 mm                    | Pistola                                        | Austria     | Forze speciali.                                                       |         |
| SIG Sauer P226                 |          | 9 × 19 mm                    | Pistola                                        | Svizzera    | Forze speciali.                                                       |         |
| Pistole mitragliatrici         |          |                              |                                                |             |                                                                       |         |
| HK MP5                         |          | 9 × 19 mm                    | Pistola mitragliatrice                         | Germania    | Forze speciali.                                                       |         |
| HK UMP9                        |          | 9 × 19 mm                    | Pistola mitragliatrice                         | Germania    | Forze speciali.                                                       |         |
| Uzi                            |          | 9 x 19 mm                    | Pistola mitragliatrice                         | Israele     | MiniUzi della MP.                                                     |         |
| Fucili d'assalto               |          |                              |                                                |             |                                                                       |         |
| PA md. 86                      |          | 5.45×39mm                    | Fucile d'assalto                               | Romania     | Fucile d'ordinanza standard.                                          |         |
| PM md. 63/65/90                |          | 7,62 × 39 mm                 | Fucile d'assalto                               | Romania     | Riserva della Marina e Esercito.                                      |         |
| HK G36                         |          | 5,56 × 45 mm                 | Fucile d'assalto                               | Germania    | Forze speciali.                                                       |         |
| SIG 551 LB                     |          | 5,56 × 45 mm                 | Fucile d'assalto                               | Svizzera    | Forze speciali.                                                       |         |
| Steyr AUG                      |          | 5,56 × 45 mm                 | Fucile d'assalto                               | Austria     | Forze speciali.                                                       |         |
| M4A1                           |          | 5,56 × 45 mm                 | Fucile d'assalto                               | Stati Uniti | Forze speciali.                                                       |         |
| Mitragliatrici                 |          |                              |                                                |             |                                                                       |         |
| PM md. 93                      |          | 5,45 × 39 mm                 | Mitragliatrice leggera                         | Romania     | Versione romena del RPK-74.                                           |         |
| PM md. 64                      |          | 7,62 × 39 mm                 | Mitragliatrice leggera                         | Romania     | Versione romena del RPK, standard LMG.                                |         |
| M249 light machine gun         |          | 5,56 × 45 mm                 | Mitragliatrice leggera                         | Stati Uniti | Versione USa del FN MINIMI. Forze speciali.                           |         |
| Mitragliatrici General-Purpose |          |                              |                                                |             |                                                                       |         |
| Vektor SS-77                   |          | 7,62 x 51 mm                 | Mitragliatrice media                           | Sudafrica   | SS-77 MK1                                                             |         |
| Mitraliera md. 66              |          | 7,62 × 54 mm R               | Mitragliatrice media                           | Romania     | Versione romena del PKM, standard GPMG.                               |         |
| M240 machine gun               |          | 7,62 × 51 mm                 | Mitragliatrice media                           | Stati Uniti | Sul HMMWV.                                                            |         |
| Pesanti                        |          |                              |                                                |             |                                                                       |         |
| Browning M2HB QCB              |          | 12,7 × 99 mm                 | Mitragliatrice pesante                         | Stati Uniti |                                                                       |         |
| DŠK                            |          | 12,7 × 108 mm o 12,7 × 99 mm | Mitragliatrice pesante                         | Romania     | Su URO VAMTAC e Humvee, ma anche su treppiede.                        |         |
| DMR e fucili di precisione     |          |                              |                                                |             |                                                                       |         |
| PSL                            |          | 7,62 x 54 mm R               | Designated marksman rifle                      | Romania     | Simile al russo SVD, ma basato sul AK-47; anche calibro 7,62 x 51 mm. |         |
| M110                           |          | 7,62×51mm                    | Fucile di precisione/Designated marksman rifle | Stati Uniti | Forze speciali.                                                       |         |
| ArmaLite AR-10 SuperSASS       |          | 7,62 × 51 mm                 | Fucile di precisione                           | Stati Uniti | Forze speciali.                                                       |         |
| Brügger & Thomet APR           |          | 7,62 × 51 mm                 | Fucile di precisione                           | Svizzera    | Forze speciali.                                                       |         |
| SIG Sauer SSG 3000             |          | 7,62 × 51 mm                 | Fucile di precisione                           | Germania    | Forze speciali.                                                       |         |
| Barrett M82                    |          | 12,7 × 99 mm                 | Fucile antimateriale                           | Stati Uniti | Forze speciali.                                                       |         |
| Granate                        |          |                              |                                                |             |                                                                       |         |
| AG-40                          |          | 40mm                         | Lanciagranate                                  | Romania     | P versione in 40 x 47 mm e PN versione in 40 x 46 mm NATO.            |         |
| F-1                            |          |                              | Granata difensiva                              | Romania     |                                                                       |         |
| M-92                           |          |                              | Granata d'attacco                              | Romania     |                                                                       |         |
| RG-42                          |          |                              | Granata d'attacco                              | Romania     |                                                                       |         |
| RKG-3                          |          |                              | Granata anticarro                              | Romania     | RKG-3E (EM) versione.                                                 |         |
| GMM                            |          |                              | Multifunctional grenade                        | Romania     | Difensiva, offensiva e HEAT.                                          |         |

### Mine
| Modello | Immagine | Tipo                          | Origine | Numeri  | Note                                          |
| ------- | -------- | ----------------------------- | ------- | ------- | --------------------------------------------- |
| MAI-75  |          | Pressure activated blast mine | Romania | 1940    | Per addestramento.                            |
| MAI-68  |          | Pressure activated blast mine | Romania | 120+120 | 120 con disco e 120 senza. Per addestramento. |
| MAI-6   |          | Pressure activated blast mine | Romania | 90      | Per addestramento.                            |
| MAI-2   |          | Trip wire fragmentation mine  | Romania | 110     | Per addestramento.                            |
| MSS     |          | Bounding fragmentation mine   | Romania | 120     | Per addestramento.                            |
| MAT-62B |          | Mina anticarro                | Romania | -       |                                               |
| MAT-76  |          | Mina anticarro                | Romania | -       |                                               |

### Aerei dell'esercito
| Modello                        | Immagine                       | Origine                        | Tipo                           | Varianti                       | Numeri                         | Note                                                         |
| Aeromobile a pilotaggio remoto | Aeromobile a pilotaggio remoto | Aeromobile a pilotaggio remoto | Aeromobile a pilotaggio remoto | Aeromobile a pilotaggio remoto | Aeromobile a pilotaggio remoto | Aeromobile a pilotaggio remoto                               |
| ------------------------------ | ------------------------------ | ------------------------------ | ------------------------------ | ------------------------------ | ------------------------------ | ------------------------------------------------------------ |
| AeroVironment RQ-11 Raven      |                                | Stati Uniti                    | SUAV                           |                                | -                              | In servizio con unità di fanteria.                           |
| Bayraktar TB2                  |                                | Turchia                        | UCAV                           | TB2                            | 1/18                           |                                                              |
| CFly Faith                     |                                | Cina                           | Quadrirotore UAV               | Faith 2                        | -                              |                                                              |
| DJI                            |                                | Cina                           | Quadrirotore UAV               | DJI Phantom                    | 8+                             |                                                              |
| DJI                            | DJI Matrice 300 RTK            | Cina                           | Quadrirotore UAV               |                                | 8+                             |                                                              |
| Phoenix 30                     |                                | Stati Uniti                    | Quadrirotore UAV               |                                | 4                              | La vendita comprendeva anche il sensore Dragon View di UAVS. |
| ScanEagle                      |                                | Stati Uniti                    | UAV                            |                                | 10                             | È stato utilizzato in Afghanistan                            |

## Forza armata aerea
| Modello                           | Immagine              | Origine               | Tipo                        | Varianti                | Numeri                                                 | Note |
| Velivoli ad ala fissa             | Velivoli ad ala fissa | Velivoli ad ala fissa | Velivoli ad ala fissa       | Velivoli ad ala fissa   | Velivoli ad ala fissa                                  | Velivoli ad ala fissa |
| --------------------------------- | --------------------- | --------------------- | --------------------------- | ----------------------- | ------------------------------------------------------ | --- |
| F-16                              |                       | Stati Uniti           | Caccia multiruolo           | F-16 AM/BM block 15 MLU | 20/49                                                  | |
| C-27J                             |                       | Italia                | Aereo da trasporto militare | C-27J                   | 7                                                      | |
| C-130                             |                       | Stati Uniti           | Aereo da trasporto militare | C-130BC-130H            | 8                                                      | 4 C-130B e 3 C-130H in totale. Un altro C-130H2 sarà consegnato dagli Stati Uniti entro la fine del 2023. |
| An-30                             |                       | Unione Sovietica      | Aereo da ricognizione       | An-30                   | 2                                                      | Cartografia aerea per il Trattato sui cieli aperti. |
| An-26                             |                       | Unione Sovietica      | Aereo da trasporto militare | An-26                   | 1                                                      | |
| Boeing C-17 Globemaster III       |                       | Stati Uniti           | Aereo da trasporto militare |                         | 3 (condiviso nell'ambito del programma SAC della NATO) | Heavy Airlift Wing (HAW) è parte di SAC con 10 paesi NATO: Bulgaria, Estonia, Ungheria, Lituania, Paesi Bassi, Norvegia, Polonia, Romania, Slovenia, USA e partnership con Svezia e Finlandia. Condivisione dei costi di tre C-17 per 30 anni. |
| IAR 99                            |                       | Romania               | Aereo d'addestramento       | IAR-99 IAR-99C          | 19                                                     | |
| Aerostar Iak-52                   |                       | Romania               | Aereo d'addestramento       | Iak-52WIak-52TW         | 14                                                     | Costruito su licenza Yak-52 da Aerostar. |
| Velivoli ad ala rotante           |                       |                       |                             |                         |                                                        | |
| IAR 316                           |                       | Romania               | Elicottero leggero          | IAR 316                 | 7                                                      | Uno squadrone è operativo con unità d'addestramento presso Boboc. |
| IAR 330                           |                       | Romania               | Elicottero utility          | IAR-330 Puma L/M        | 35                                                     | |
| IAR 330                           | Elicottero d'attacco  | Romania               | IAR-330 SOCAT               | 22                      |                                                        | |
| Aeromobile a pilotaggio remoto    |                       |                       |                             |                         |                                                        | |
| RQ-7                              |                       | Stati Uniti           | UAV                         | Shadow-600              | 7                                                      | 11, 4 distrutti (1 in Romania, 3 in Iraq). |
| Northrop Grumman RQ-4 Global Hawk |                       | Stati Uniti           | UAV                         | Block 40                | 5                                                      | Condiviso nell'ambito del programma AGS della NATO |

### Difesa aerea
| Modello               | Immagine              | Origine               | Tipo                                           | Varianti                                         | Numeri                | Note                                                                |
| Artiglieria antiaerea | Artiglieria antiaerea | Artiglieria antiaerea | Artiglieria antiaerea                          | Artiglieria antiaerea                            | Artiglieria antiaerea | Artiglieria antiaerea                                               |
| --------------------- | --------------------- | --------------------- | ---------------------------------------------- | ------------------------------------------------ | --------------------- | ------------------------------------------------------------------- |
| S-60                  |                       | Unione Sovietica      | Cannone antiaereo                              | CRT 1RL-35M1                                     | 250                   | Ancora utilizzato per la formazione.                                |
| Missili antiaerei     |                       |                       |                                                |                                                  |                       |                                                                     |
| MIM-23                |                       | Stati Uniti           | Missile superficie-aria                        | Hawk XXI                                         | 8 batterie.           | Circa 150 missili in stock.                                         |
| MIM-104 Patriot       |                       | Stati Uniti           | Missile superficie-aria/Missile anti-balistico | - 56 PAC-2 GEM-T missili - 168 PAC-3 MSE missili | 4 batterie            | Dei 7 sistemi totali, 4 saranno destinati all'Aeronautica Militare. |
| Radar                 |                       |                       |                                                |                                                  |                       |                                                                     |
| AN/FPS-117            |                       | Stati Uniti           | radar                                          | AN/FPS-117E (T) TPS-77                           | 5 5                   | radar 3D; in servizio dal 1998.                                     |
| TPS-79                |                       | Stati Uniti Romania   | radar                                          | TPS-79(R)                                        | 19                    | radar 3D. in servizio dal 2004. Trainato dal DAC 665 T.             |

## Forza navale

### Flotta del mare
| Classe                                        | Immagine                | Tipo                      | Navi                                                                                                  | Origine                 | Commissione             | Note                                                                               |
| Fregate (3 in servizio)                       | Fregate (3 in servizio) | Fregate (3 in servizio)   | Fregate (3 in servizio)                                                                               | Fregate (3 in servizio) | Fregate (3 in servizio) | Fregate (3 in servizio)                                                            |
| --------------------------------------------- | ----------------------- | ------------------------- | --- | ----------------------- | ----------------------- | ---------------------------------------------------------------------------------- |
| Type 22                                       |                         | Multiuso fregata          | Regele Ferdinand (F221) Regina Maria (F222)                                                           | Regno Unito             | 2004 2005               | In fase di secondo aggiornamento.                                                  |
| Mărășești                                     |                         | Multiuso fregata          | F-111 Mărășești                                                                                       | Romania                 | 1992                    |                                                                                    |
| Sottomarini (1 in servizio)                   |                         |                           | |                         |                         |                                                                                    |
| Kilo                                          |                         | Sottomarino convenzionale | S-521 Delfinul                                                                                        | Romania                 | 1985                    | Il sottomarino non è operativo e viene utilizzato per l'addestramento in banchina. |
| Corvette (4 in servizio)                      |                         |                           | |                         |                         |                                                                                    |
| Tetal-I                                       |                         | Multiuso corvetta         | Cvt 263 Vice-Amiral Eugeniu Roșca Cvt 260 Amiral Petre Bărbuneanu                                     | Romania                 | 1987 1983               |                                                                                    |
| Tetal-II                                      |                         | Multiuso corvetta         | Cvt 264 Contraamiral Eustațiu Sebastian Cvt 265 Contraamiral Horia Macellariu                         | Romania                 | 1988 1989               |                                                                                    |
| Corvette lanciamissili (3 in servizio)        |                         |                           | |                         |                         |                                                                                    |
| Zborul                                        |                         | Corvette missilistiche    | NPR 188 Zborul NPR 189 Pescărușul NPR 190 Lăstunul                                                    | Unione Sovietica        | 1989 1989 1991          |                                                                                    |
| Imbarcazione d'attacco veloce (3 in servizio) |                         |                           | |                         |                         |                                                                                    |
| Epitrop                                       |                         | Torpediniere              | VTM 202 Smeul VTM 204 Vijelia VTM 209 Vulcanul                                                        | Romania                 |                         | Basato sul Osa-class missile boat.                                                 |
| Mine Warfare (6 in servizio)                  |                         |                           | |                         |                         |                                                                                    |
| Musca                                         |                         | Dragamine                 | DM-24 Lt. Remus Lepri DM-25 Lt. Lupu Dinescu DM-29 Lt. Dimitrie Nicolescu DM-30 Slt. Alexandru Axente | Romania                 | 1986 1989 1989          |                                                                                    |
| Sandown                                       |                         | Cacciamine                | M270 Sublocotenent Ion Ghiculescu                                                                     | Regno Unito             | 2023                    | Ex-HMS Blyth                                                                       |
| Cosar                                         |                         | Posamine                  | PM-274 Vice-Amiral Constantin Bălescu                                                                 | Romania                 | 1981                    |                                                                                    |

### Flotta fluviale
| Classe                         | Immagine                 | Tipo                     | Navi                                                                                | Origine                  | Commissione              | Note |
| Monitori (3 in servizio)       | Monitori (3 in servizio) | Monitori (3 in servizio) | Monitori (3 in servizio)                                                            | Monitori (3 in servizio) | Monitori (3 in servizio) | Monitori (3 in servizio)                                                                                    |
| ------------------------------ | ------------------------ | ------------------------ | ----------------------------------------------------------------------------------- | ------------------------ | ------------------------ | --- |
| Mihail Kogălniceanu            |                          | Monitore                 | M45 Mihail Kogălniceanu M46 Ion C. Brătianu M47 Lascăr Catargiu                     | Romania                  | 1993 1994 1996           | |
| Cannoniere (5 in servizio)     |                          |                          |                                                                                     |                          |                          | |
| Smârdan                        |                          | Vedette corazzate        | VBF 176 Rahova VBF 177 Opanez VBF 178 Smârdan VBF 179 Posada VBF 180 Rovine         | Romania                  | 1987 1989 1990 1993      | |
| Pattugliatori (13 in servizio) |                          |                          |                                                                                     |                          |                          | |
| VD 141                         |                          | Motovedetta              | VD 142 VD 143 VD 147 VD 148 VD 149 VD 150 VD 151 VD 153 VD 157 VD 159 VD 163 VD 165 | Romania                  | 1980                     | Organizzato in due sezioni, una con sede a Brăila e l'altra a Tulcea.                                       |
| ESM12                          |                          | Motovedetta              | 522 Eugeniu Botez                                                                   | Romania                  | 2022                     | Motoscafo d'intervento rapido per fanteria di marina, specialisti EOD e sommozzatori della Marina Militare. |

### Vascelli ausiliari
| Classe             | Immagine           | Tipo                    | Navi                                | Origine            | Commissione        | Note                                                                     |
| Vascelli ausiliari | Vascelli ausiliari | Vascelli ausiliari      | Vascelli ausiliari                  | Vascelli ausiliari | Vascelli ausiliari | Vascelli ausiliari                                                       |
| ------------------ | ------------------ | ----------------------- | ----------------------------------- | ------------------ | ------------------ | ------------------------------------------------------------------------ |
| Egreta             |                    | Command ship            | Egreta                              | Romania            | 1985               |                                                                          |
| Luceafărul         |                    | Command ship            | Luceafărul                          | Romania            | 1976               |                                                                          |
| Fortuna            |                    | Protocol ship           | Fortuna                             | Romania            | 1941               |                                                                          |
| Siret              |                    | Protocol ship           | Siret                               | Romania            | 1971               |                                                                          |
| Gorch Fock         |                    | Sail Training Ship      | Mircea                              | Germania           | 1938               |                                                                          |
| Grigore Antipa     |                    | Survey ship             | Grigore Antipa                      | Romania            | 1980               | Usata da sommozzatori. Modernizzato nel 2023.                            |
| Croitor            |                    | Tender                  | NL-281 Constanța NL-283 Midia       | Romania            | 1979               | Constanța presso la Flotilla e Midia usata per addestramento immersioni. |
| Venus              |                    | Navy Divers ship        | Venus                               | Romania            | N/A                |                                                                          |
| Project 1395       |                    | Hydrographics ship      | Cpt. cdor. Alexandru Cătuneanu      | Romania            | 1993               |                                                                          |
| Project 1395       |                    | Rimorchiatore marittimo | Grozavul                            | Romania            | 1993               |                                                                          |
| Project MM353A     |                    | Rimorchiatore marittimo | RMS-101 Viteazul                    | Romania            | 1993               |                                                                          |
| Stan Tug 1606      |                    | Sea-going tugboat       | Vârtosul Voinicul Vânjosul          | Romania            | 2016               |                                                                          |
| Project 1407       |                    | Oil tanker              | TMM-531                             | Romania            | N/A                |                                                                          |
| Project 406/3      |                    | Oil tanker              | TMM-532                             | Romania            | 1992               |                                                                          |
| Lupeni             |                    | Rimorchiatore fluviale  | RF301 RF302 RF303 RF310 RF327 RF328 | Romania            | N/A                |                                                                          |
| C417               |                    | Chiatta fluviale        | C417                                | Romania            | N/A                |                                                                          |

### Aviazione navale
| Modello | Immagine | Origine | Tipo                 | Variante   | Numeri | Note                           |
| ------- | -------- | ------- | -------------------- | ---------- | ------ | ------------------------------ |
| IAR 330 |          | Romania | Elicottero marittimo | Puma Naval | 3      | Incluso l'aggiornamento SOCAT. |

### Difesa costiera
| Modello              | Immagine | Tipo                                           | Origine          | Numeri | Note                                                                 |
| -------------------- | -------- | ---------------------------------------------- | ---------------- | ------ | -------------------------------------------------------------------- |
| 4K51 Rubezh          |          | Missile antinave (P-15 Termit)                 | Unione Sovietica | 4      | 4 lanciatori mobili. su piattaforme MAZ – 543 8X8.                   |
| Naval Strike Missile |          | Missile antinave/Missile superficie-superficie | Norvegia         | 0/4    | L'inizio delle consegne è previsto per il quarto trimestre del 2024. |

## Equipaggiamenti dismessi
| Modello | Immagine | Tipo                          | Origine          | Numeri | Note |
| ------- | -------- | ----------------------------- | ---------------- | ------ | --- |
| T-72    |          | Carro armato da combattimento | Unione Sovietica | 30     | 28 carri (5 operativi, 23 da riparare) in vendita.                                                                                             |
| SU-100  |          | Cacciacarri                   | Rep. Ceca        | 23     | |
| 2S1     |          | Obice semovente 122 mm        | Unione Sovietica | 6      | Dal 2005 in magazzino. |
| Md. 89  |          | Obice semovente 122 mm        | Romania          | 42     | Torretta 2S1 sul MLI-84. Dal 2005 in magazzino.                                                                                                |
| M 1993  |          | Obice 98 mm da montagna       | Romania          | 5      | Rimpiazzato dal M1982 120 mm nel 2004. |
| M82     |          | Cannone 130 mm a traino       | Romania          | 75     | 72 pezzi in vendita. Licenza cinese Type 59-1, copia del sovietico 130 mm M1954 M-46. Romania produce anche il 76 mm da montagna e 120 mm M82. |
| ML-20   |          | Obice 152 mm                  | Unione Sovietica | 4      | |